# Мещерино (Ленинский район)
Мещерино — посёлок в Ленинском городском округе Московской области России.

## Расположение
Посёлок Мещерино находится примерно в 10 км к юго-востоку от центра города Видное. В километре к востоку от деревни проходит автодорога к аэропорту Домодедово. Ближайший населённый пункт — деревня Чурилково. Рядом протекает река Пахра.

## История

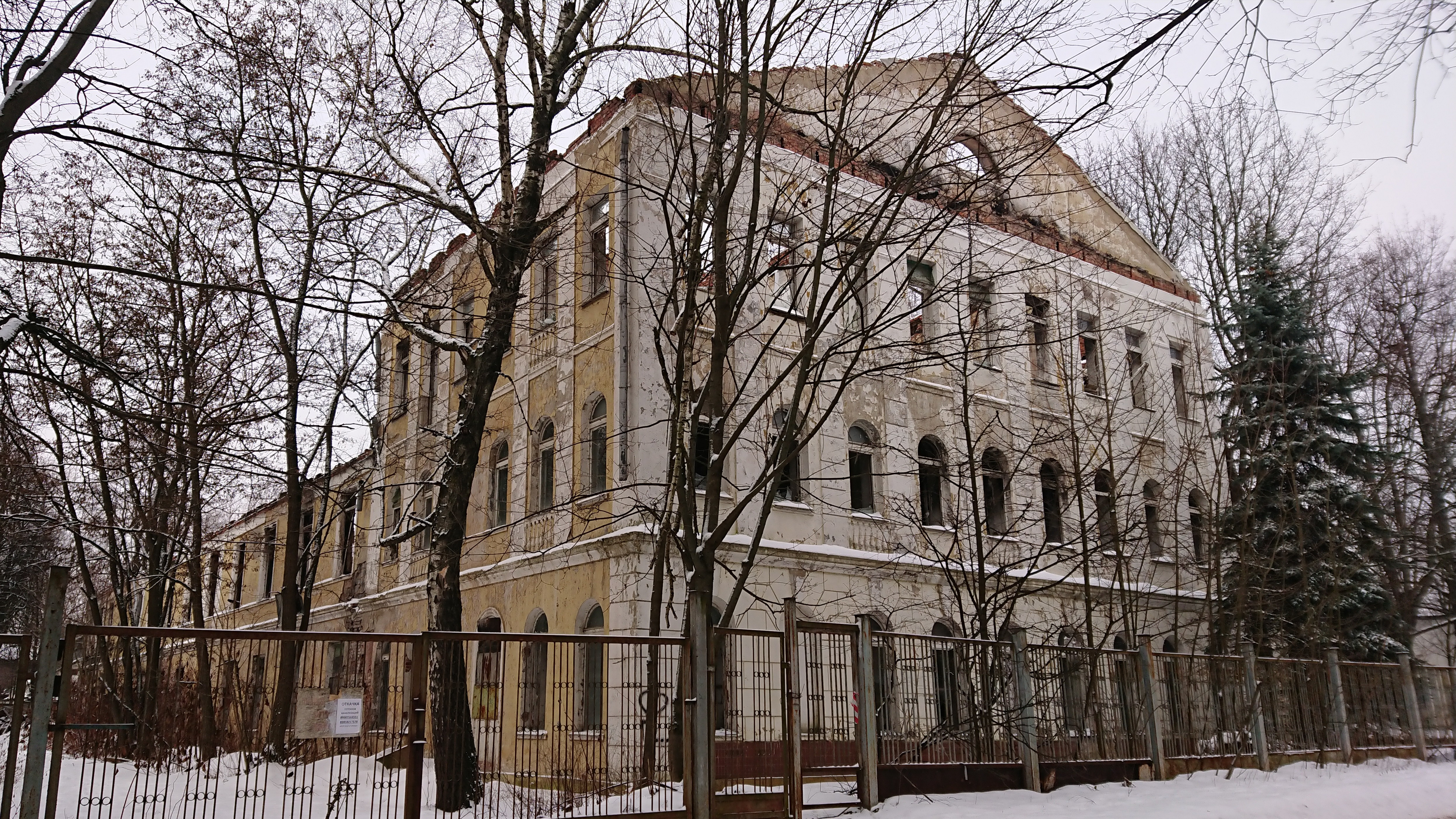
Усадьба Дугино

Ранее на месте посёлка Мещерино находилась деревня Дугино, упоминавшаяся в документах 1542—1543 годов. Начиная с XVII века эта местность фигурирует в документах как пустошь Дугино. Во второй половине XIX века эти земли приобрёл купец первой гильдии, потомственный почётный гражданин Василий Ефремович Мещерин, основатель Даниловской мануфактуры и отец художника Николая Мещерина (?—1880), и начал строительство своей усадьбы.

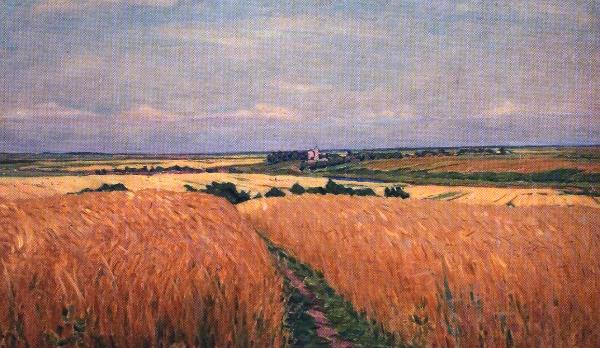
Н. В. Мещерин. Ржаные поля. Вид от ворот усадьбы Дугино в сторону села Колычево. 1906

В усадьбе Мещериных были в гостях многие известные художники начала XX века: И. И. Левитан, И. Э. Грабарь и другие.
Позднее образовавшийся посёлок сохранил название по фамилии владельца имения.
3 мая 2014 г. от пожара пострадал главный дом усадьбы Дугино.
До 2006 года посёлок входил в Горкинский сельский округ Ленинского района, а с 2006 до 2019 года в рамках организации местного самоуправления входил в городское поселение Горки Ленинские Ленинского муниципального района.
С 2019 года входит в Ленинский городской округ.

## Население
| 2002 | 2006 | 2010 |
| ---- | ---- | ---- |
| 548  | ↘78  | ↗100 |

Согласно Всероссийской переписи, в 2002 году в посёлке проживало 548 человек (287 мужчин и 261 женщина); преобладающая национальность — русские (79 %). По данным на 2005 год в посёлке проживало 78 человек.